# 黃百兆
黃百兆，是雀鳥專家、博士，在多個動物園工作很多年，而他本人也曾飼養過幾千種動物，並包括兩棲爬蟲類。
曾於90年代當上海洋公園百鳥居館長。